# Agua Verde, Nayarit
Agua Verde är en ort i Mexiko.   Den ligger i kommunen Tecuala och delstaten Nayarit, i den centrala delen av landet, 700 km nordväst om huvudstaden Mexico City. Agua Verde ligger 11 meter över havet och antalet invånare är 433.
Terrängen runt Agua Verde är mycket platt. Runt Agua Verde är det ganska glesbefolkat, med 42 invånare per kvadratkilometer. Närmaste större samhälle är Tecuala, 4,4 km sydväst om Agua Verde. Trakten runt Agua Verde består till största delen av jordbruksmark.